# Guerre hispano-algérienne
Batailles
- Expédition d'Alger (1775)
- Bombardement d'Alger (1783)
- Bombardement d'Alger (1784)

La guerre hispano-algérienne (1775-1785) est une suite de batailles opposant, d'une part l'Empire espagnol et ses alliés, de l'autre la Régence d'Alger.

## Circonstances
Les navires algériens ont longtemps dominé la Méditerranée occidentale en pillant les navires européens et en forçant ces pays à lui payer un tribut maritime afin de pouvoir circuler sur ces eaux sans être attaqué par les corsaires. L'Empire espagnol veut en finir avec ces attaques alors en 1775, il envoie Alejandro O'Reilly afin de s'emparer d'Alger en le mettant à la tête d'une armée considérable. Cette expédition est un échec total.

## Déroulement
La première expédition menée par la couronne espagnole est en (1775), le 8 juillet les Espagnols bombardent les environs de el Harrach pour préparer le débarquement. Les Espagnols lancent alors un assaut sur la ville. L'armée du dey s'avance pour les affronter près de la ville. La bataille tourne au désastre pour les Espagnols, notamment en raison d'une importante charge de cavalerie menée par le contingent de l'ouest qui est commandé par Mohamed el Kebir pendant que Salah bey leur coupe le chemin de la retraite vers leurs bateaux avec ses contingents de chameaux. La deuxième expédition en (1783) qui a lieu du 29 juillet au 9 août 1783 finit aussi par un échec espagnol face à la défense de la ville d'Alger. L'escadre espagnole composée de 4 vaisseaux de ligne et de 6 frégates n'inflige pas de dégâts significatifs à la ville et doit se replier.
Finalement une dernière expédition en 1784 a fini de la même manière que celle de 1783, par un échec du bombardement face à la ville,.

## Conséquences
La couronne espagnol, humiliée par ces expéditions inefficaces est obligée de négocier la paix avec le dey d'Alger et d'accepter un paiement d'un million de pesos en guise de réparations.